# Белфаст
Белфаст (енгл. Belfast, ир. Béal Feirste у преводу Ушће реке Фарсет) је град у Уједињеном Краљевству у Северној Ирској. Град је смештен на ушћу реке Лаган и налази се на месту идеалном за трговину која је прославила Белфаст. Окружују га брда Кастлре (енгл. Castlereagh Hills) и Антрим (енгл. Antrim Hills). Град лежи на граници округа Антрим (енгл. County Antrim) и Даун (енгл. County Down). Према процени из 2021. у граду је живело 293.298 становника. Највећи је град у Северној Ирској и у провинцији Алстер (енгл. Ulster), а други је по величини град на Ирском острву после Даблина.

## Историја
Подручје Белфаста настањено је од бронзаног доба. Велики прстен, праисторијски круг 5.000 година стар, налази се близу града, а остаци утврђења из Гвозденог доба могу се видети и данас по околним брдима. Постао је значајније насеље у XVII веку када су га населили Енглези и Шкоти. Белфаст је цветао и као трговачки и индустријски центар у XVIII, XIX, XX веку, а захваљујући напредној индустрији платна, конопаца, дувана и бродоградњи постао је најјачи индустријски центар у Ирској. На почетку XX века Белфаст је био већи град од Даблина.

## Географија

### Клима
| Клима (Белфаст)            | Клима (Белфаст) | Клима (Белфаст) | Клима (Белфаст) | Клима (Белфаст) | Клима (Белфаст) | Клима (Белфаст) | Клима (Белфаст) | Клима (Белфаст) | Клима (Белфаст) | Клима (Белфаст) | Клима (Белфаст) | Клима (Белфаст) | Клима (Белфаст) |
| Показатељ \ Месец          | .Јан.           | .Феб.           | .Мар.           | .Апр.           | .Мај.           | .Јун.           | .Јул.           | .Авг.           | .Сеп.           | .Окт.           | .Нов.           | .Дец.           | .Год.           |
| -------------------------- | --------------- | --------------- | --------------- | --------------- | --------------- | --------------- | --------------- | --------------- | --------------- | --------------- | --------------- | --------------- | --------------- |
| Средњи максимум, °C (°F)   | 6,0 (42,8)      | 6,8 (44,2)      | 9,2 (48,6)      | 11,8 (53,2)     | 14,9 (58,8)     | 17,5 (63,5)     | 18,4 (65,1)     | 18,3 (64,9)     | 16,1 (61)       | 12,6 (54,7)     | 9,1 (48,4)      | 6,9 (44,4)      | 12,3 (54,1)     |
| Средњи минимум, °C (°F)    | 1,5 (34,7)      | 1,5 (34,7)      | 2,7 (36,9)      | 3,9 (39)        | 6,1 (43)        | 9,2 (48,6)      | 11,0 (51,8)     | 10,7 (51,3)     | 9,2 (48,6)      | 6,8 (44,2)      | 4,1 (39,4)      | 2,9 (37,2)      | 5,8 (42,4)      |
| Количина падавина, mm (in) | 85 (33,5)       | 58 (22,8)       | 66 (26)         | 52 (20,5)       | 59 (23,2)       | 63 (24,8)       | 63 (24,8)       | 80 (31,5)       | 84 (33,1)       | 87 (34,3)       | 77 (30,3)       | 77 (30,3)       | 851 (335)       |
| [ тражи се извор ]         |                 |                 |                 |                 |                 |                 |                 |                 |                 |                 |                 |                 |                 |

## Становништво
Према процени, у граду је 2008. живело 274.586 становника.
| 1981.   | 1991.   | 2001.   |
| ------- | ------- | ------- |
| 295.223 | 279.237 | 277.391 |